# Tione degli Abruzzi
Tione degli Abruzzi es una  localidad italiana de la provincia de L'Aquila, región de Abruzos de 343 habitantes.

## Evolución demográfica
| Gráfica de evolución demográfica de Tione degli Abruzzi entre 1861 y 2001 |
|                                                                           |
| Fuente ISTAT - elaboración gráfica por Wikipedia                          |